# Rafa Silva
Rafael Alexandre Fernandes Ferreira Silva (* 17. května 1993 Vila Franca de Xira), známý jako Rafa Silva, je portugalský profesionální fotbalista, který hraje na pozici křídelníka či ofensivního záložníka za portugalský klub Benfica Lisabon a za portugalský národní tým. Je mistr Evropy z roku 2016.

## Klubová kariéra
Pochází z vesnice Forte da Casa nedaleko Lisabonu, s profesionálním fotbalem začínal ve druholigovém klubu CD Feirense, v roce 2013 přestoupil do prvoligové Bragy. Byl vyhlášen nejlepším hráčem svého klubu za rok 2015.

V Evropské lize 2015/16 pomohl Braze k postupu do čtvrtfinále, odehrál všechny zápasy, vstřelil tři branky a na čtyři nahrál. Byl autorem jediného gólu utkání FC Slovan Liberec — SC Braga 0:1.
Zájem o příchod Rafy Silvy projevily velkokluby FC Porto, Manchester United FC a Liverpool FC.

## Reprezentační kariéra
S portugalskou jedenadvacítkou se zúčastnil Mistrovství Evropy hráčů do 21 let 2015 v České republice, kde Portugalci skončili na druhém místě a zajistili si postup na olympijský turnaj v Riu.
V A-mužstvu portugalské reprezentace debutoval v březnu 2014 v přátelském utkání proti Kamerunu. Byl nominován na mistrovství světa ve fotbale 2014 v Brazílii, kde však nezasáhl ani do jednoho zápasu. Trenér Fernando Santos ho také zařadil do kádru pro mistrovství Evropy ve fotbale 2016 ve Francii.

## Vyznamenání
- komandér Řádu za zásluhy – Portugalsko, 10. července 2016[5]